# عائق صلب
العائق الصلب (باللاتينية: Delphinium robustum) نوع نباتي ينتمي إلى جنس العائق من الفصيلة الحوذانية.

## الوصف النباتي
نبات عشبي يتراوح ارتفاعه بين 30 و80 سم. الساق قائمة، ونادراً متفرعة، والأوراق متناوبة مقسمة غالباً إلى عدد من الأجزاء، والنورة عنقودية (عذقة)، تحمل عدداً من الأزهار الجميلة، والكأسيات بتلية الشكل تستطيل العلوية منها لتشكل مهمازاً أجوفاً. البتلات أصغر من الكأسيات، والثمرة جرابية (بالإنجليزية: Follicle)‏، والبذور صغيرة سوداء اللون غالباً.